# Мате Залка
Ма́те За́лка (угор. Zalka Máté; справжнє ім'я Бела Франкль (угор. Frankl Béla); в СРСР Матвій Михайлович Залка; 23 квітня 1896, Матольч, Австро-Угорщина — 11 червня 1937, Уеска, Іспанія) — угорський письменник та революціонер, активний учасник громадянських воєн у Росії 1918–1921 та Іспанії 1936–1939 років. Кавалер ордену Червоного Прапора та республіканського ордену Звільнення Іспанії (посмертно).

## Біографія
Мате Залка народився з ім'ям Бела Франкль в єврейській родині (його батько був трактирником). Закінчив комерційне училище, з початком Першої світової війни був призваний до австро-угорської армії, в чині молодшого офіцера воював в Італії та на Східному фронті. Був полонений російськими військами під Луцьком 1916 року. Як і низка інших австро-угорських військовополонених (Бела Кун, Ярослав Гашек), натхненний переворотом 1917 року в Російській імперії, захопився соціалістичними ідеями та приєднався до комуністичного руху (до забороненої Угорської комуністичної партії вступив заочно 1920 року). Воював на фронтах Громадянської війни в Росії, брав участь в селянських повстаннях в тилові Колчака, від 1919 року — боєць 18-тисячної Сибірської партизанської армії під командуванням Олександра Кравченка та Петра Щетінкіна.

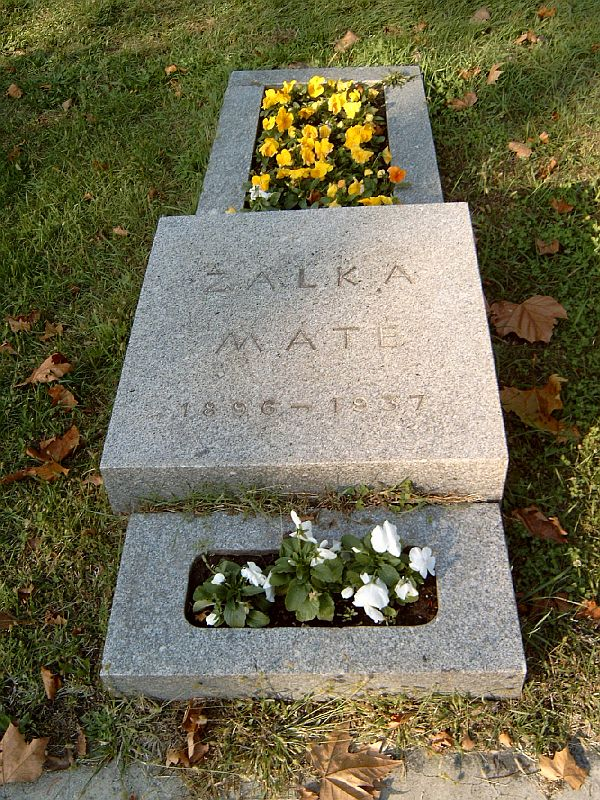
Могила Залки в Будапешті

Після з'єднання партизан з головними силами Східного фронту Червоної Армії від 1920 року перебував на керівних посадах. 1921–1923 років у складі військ ВНК брав участь в придушені повстань селянських військ Нестора Махна в Україні. Боровся з українськими повстанцями під проводом Чорної Марусі на Полтавщині.
У 1928 — 1936 роках у Біликах (Україна) майже щоліта бував угорський письменник Мате Залка.
Після звільнення в запас протягом 1923—1928 років працював дипломатичним кур'єром, на господарській роботі, директором Театру Революції в Москві. Зайнятий в апараті ЦК ВКП(б) від початку 1928. Від кінця 1920-х років співпрацював у бюро Міжнародного об'єднання революційних письменників (МОРП). Від 1936 року під іменем генерала Лукача бився в охопленій громадянською війною Іспанії, командував 12-й Інтернаціональною бригадою, в боях поблизу Уески отримав поранення, яке виявилось смертельним. Був похований на півдні Іспанії, але пізніше його рештки було перепоховано на військовому цвинтарі в Будапешті.
Дружиною Мате Залки була Віра Іванівна Залка.

## Походження псевдоніма
На псевдонім «Мате Залка» письменника надихнула назва містечка Матесалка, що розташоване неподалік його малої батьківщини.

## Творчість
Творчість Мате Залки була присвячена переважно військовій тематиці. Його перше опубліковане оповідання «Ходя» (1924) було присвячено Громадянській війні в Росії; ця ж тема фігурує в наступних творах Мате Залки («Кавалерійський рейд» (1929; «Яблука» (1934)). Головним мотивом усієї творчості лишається «інтернаціональне братерство». Безґлуздості та несправедливості «імперіалістичної» Першої світової війни присвячено найвідоміший твір Залки — роман «Добердо» (1937), закінчений перед загибеллю. Писав угорською та російською мовами.

## Нагороди
- Орден Червоного Прапора (20.02.1928[5])

## Пам'ять
- На честь Мате Залки носили назви вулиць у містах України.
- Пам'яті Мате Залки присвячено вірш Костянтина Симонова «Генерал» (1937). «Генерал Лукач» (Мате Залка) неодноразово згадується в романі Ернеста Гемінґвея «По кому подзвін» (1940).
- Зображений на угорській поштовій марці 1961 року.